# Flore du Morvan
La diversité de la flore du Morvan provient des conditions écologiques, climatiques et géologiques particulières auxquelles le paysage végétal a dû s'adapter dans le massif.

Entités paysagères du Morvan
La « Dorsale boisée »
Le « Morvan des 400 m »
Les « Piedmonts »
Les « Franges »
Limites du parc naturel régional du Morvan en 2008

Le Morvan est en effet un îlot granitique érigé au milieu des terrains sédimentaires de la Bourgogne. Deux types de sols prédominent : des sols pauvres et acides pourvus de roches cristallines dont la désagrégation forme une arène granitique ; des sols riches et plus fertiles situés sur des roches volcano-sédimentaires.
Par ailleurs, de par sa localisation et sa topographie, le Morvan se situe à un carrefour d'influences climatiques :
- la partie occidentale du massif est en effet marquée par un climat de type océanique ;
- la partie centrale, avec son altitude moyenne de 550 m est plutôt régi par un climat submontagnard ;
- la partie orientale et le fond des vallées bénéficient plutôt d'un climat de type continental.

Ces différents éléments influent sur la répartition de la flore selon le type de terrain et leur orientation. Les essences diffèrent donc selon que l'on se trouve dans des secteurs boisés, humides ou utilisés par l'agriculture locale.

## Massifs forestiers

### Bois

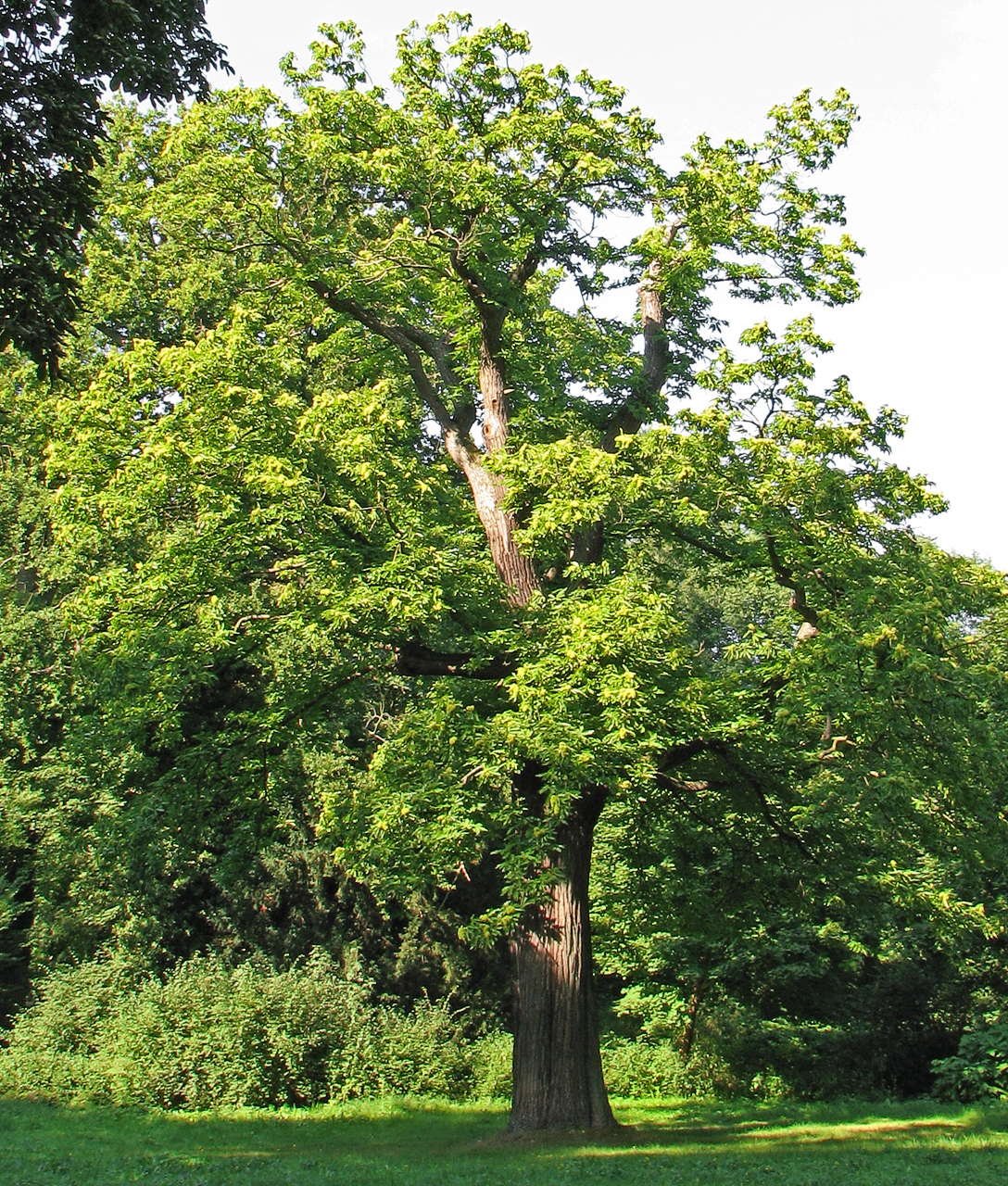
Châtaignier

Jusqu'au XIXe siècle, les forêts du Morvan était essentiellement peuplées de feuillus. L'introduction de résineux débuta dans la forêt domaniale de Saint-Prix à partir du milieu du XIXe siècle, puis c'est dans les années 1950 que leur implantation devient régulière.
De nos jours, les résineux représentent près de 40 % des massifs forestiers morvandiaux.
On croisera dans le Morvan principalement les résineux suivants : le sapin de Douglas, le sapin pectiné, ainsi que l'épicéa commun.
Les essences de feuillus sont quant à elles plus variées comme des chênes (chêne pédonculé, chêne rouvre, chêne rouge d'Amérique), des bouleaux (bouleau blanc, bouleau verruqueux), des châtaigniers, des sorbiers des oiseleurs, des érables sycomores, des frênes, des charmes, des hêtres, etc.

### Coupes forestières
Les coupes forestières ou les clairières, qu'elles soient dues à une chute naturelle d'arbre ou liées à l'exploitation humaine, sont favorables à l'apparition de certaines fleurs, herbes ou arbrisseaux qui profitent du passage de la lumière du soleil.
Les clairières morvandelles peuvent être peuplées de différentes fleurs comme la digitale pourpre, le séneçon de Fuchs ou l'épilobe en épi.
Des herbes, comme la canche flexueuse, ou des arbrisseaux tels que la myrtille commune et différents types de genêts, y sont également très répandues.

### Sous-bois
Près de la moitié du massif du Morvan est recouvert de forêt. On y recense près de 150 espèces de plantes dont une grande partie sont printanières. Elles profitent ainsi dans les sous-bois du passage des rayons du soleil rendu possible par la faible densité de feuillage à cette période de l'année.
On y trouve ainsi différentes fleurs comme la jonquille, l'anémone des bois, la scille à deux feuilles, l'oxalis petite oseille ou l'impatiente ne-me-touchez-pas (appelée également balsamine des bois).
Comme dans les coupes forestières, la myrtille commune est également présente dans les sous-bois.

## Talus
La création de routes et chemin à travers le granite, qui constitue la majorité du massif du Morvan, a laissé à nu des talus les bordant. Ces derniers sont formés principalement d'arène granitique issu de la désagrégation du granite.
On trouve sur ce type de terrain principalement des fleurs comme le compagnon rouge, la jasione des montagnes ou la sauge des bois.
Plus discrètes, on peut découvrir également le séneçon à feuilles d’adonis et le millepertuis couché.

## Zones humides

### Tourbières

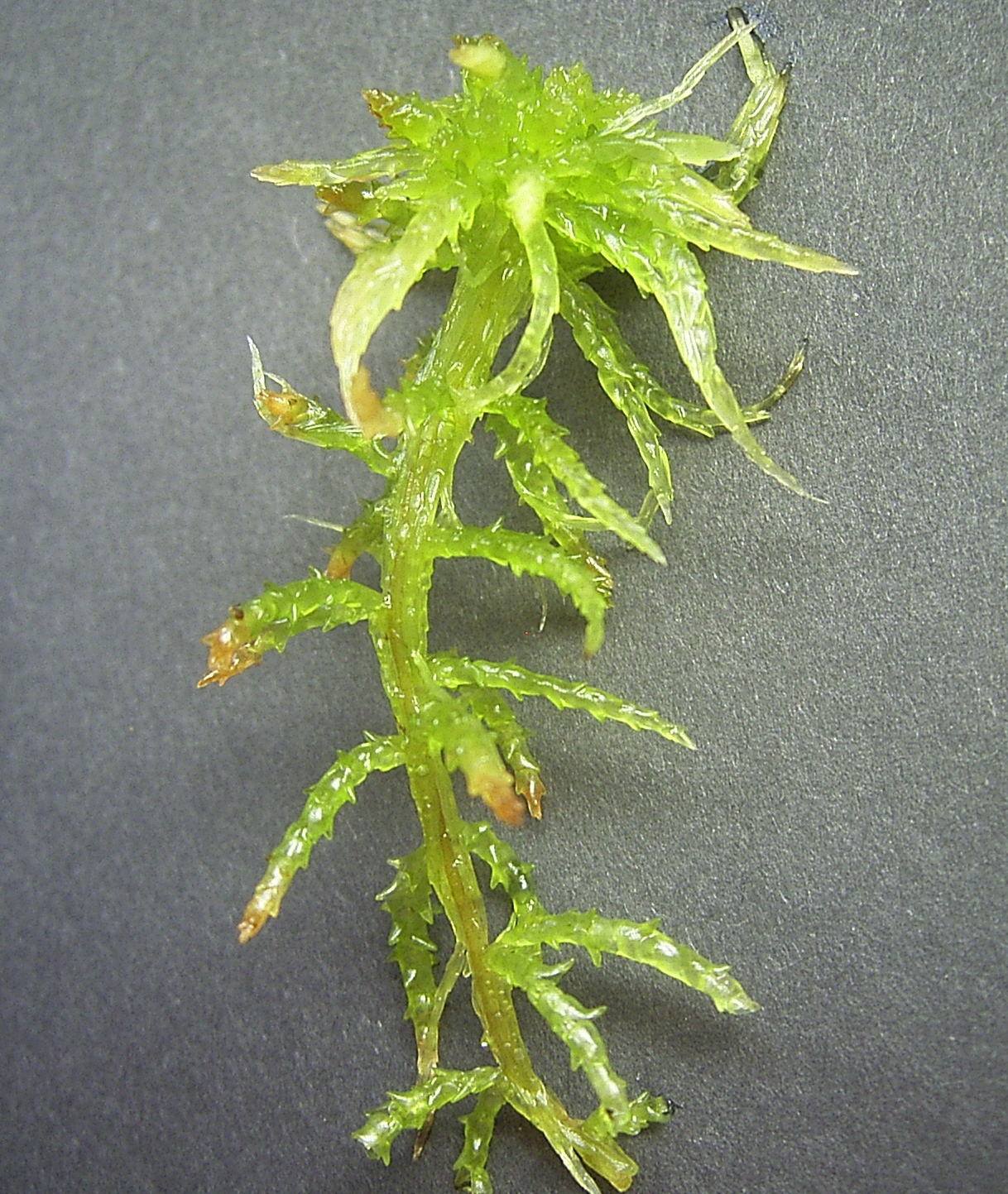
Sphaigne verte

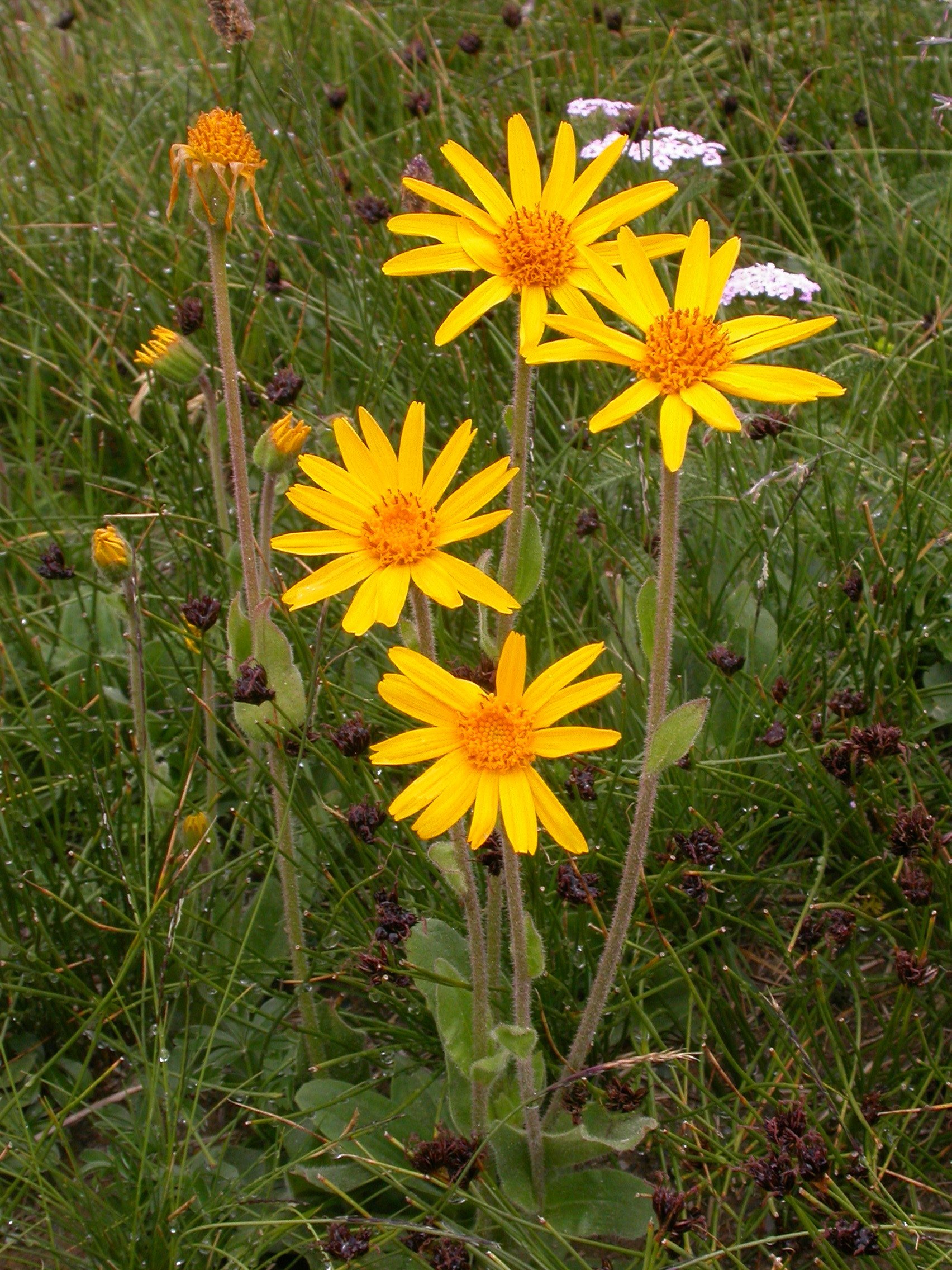
Arnica des montagnes

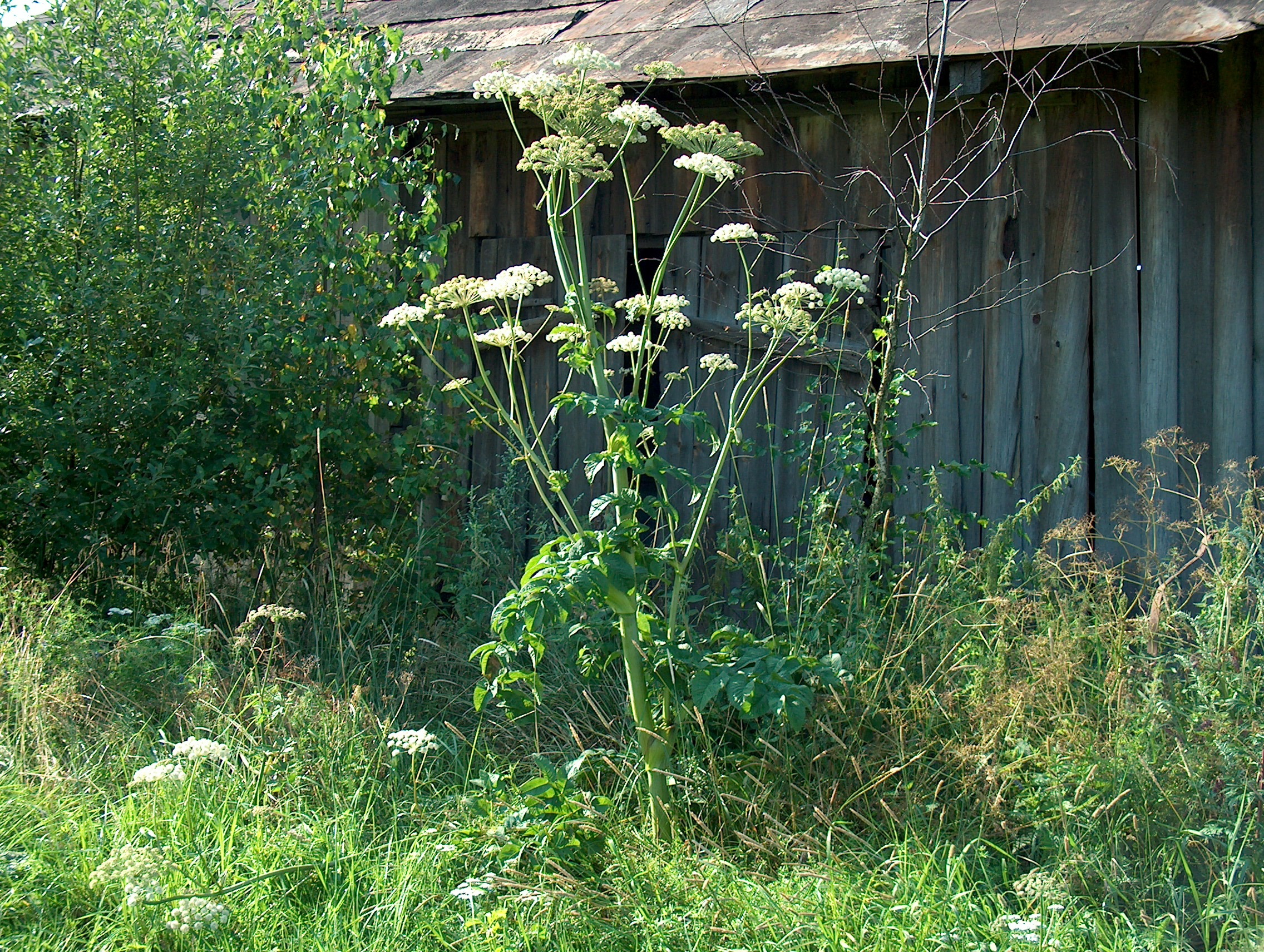
Angélique des bois

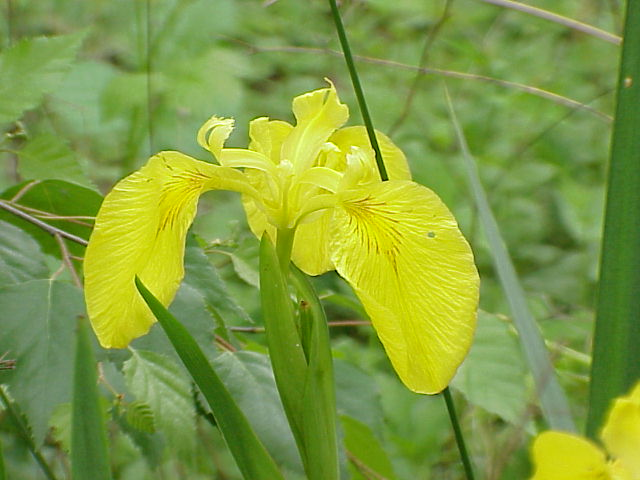
Iris des marais

Les tourbières morvandelles sont apparues il y a près de 10 000 ans, après la dernière glaciation (glaciation de Würm). Elles ont pu être maintenues jusqu'au nos jours grâce à différents facteurs comme l'humidité, les précipitations importantes et la fraicheur du climat.
Issues de l'accumulation de débris végétaux, les tourbières du Morvan croissent d'environ 2 cm par siècle. Elles mesurent donc aujourd'hui, au maximum, 2 m d'épaisseur.

Contrairement à d'autres tourbières, celles-ci n'ont jamais fait l'objet d'extraction de tourbe.
Ce type de milieu est propice au développement d'essences végétales comme le trèfle d'eau, la potentille des marais, la prêle des eaux, la linaigrette à feuilles étroites et bien sûr différentes variétés de sphaignes.

### Prairies humides
De par le relief du massif, son réseau hydrographique complexe et la fréquence des précipitations, une humidité quasi permanente règne dans les prairies des zones humides situées le long des multiples cours d'eau morvandiaux.
Ces prairies humides naturelles abritent de nombreuses essences : plus de 130 espèces ont été recensées, dont une vingtaine sont rares dans le secteur et une dizaine sont classées « espèce protégée ».
Parmi ces essences, on trouve l'arnica des montagnes, le carum verticillé, la cirse des Anglais, la parnassie des marais, le lychnis fleur de coucou, la bistorte, le renoncule flammette, le scorsonère humble, la cardamine des prés ou le populage des marais.

### Zones marécageuses
Une zone marécageuse est généralement à l'origine une prairie humide sur laquelle il n'existe plus d'activité agricole. Délaissée par l'Homme, cette terre devient propice à l'apparition de hautes herbes qui prennent peu à peu le pas sur les espèces prairiales présentes précédemment, du fait de leur envergure et de leur plus forte capacité à se multiplier.
Ainsi, on trouve encore des circes comme la cirse des marais, mais surtout des graminées telles que la molinie bleue ou la canche cespiteuse, ou encore l'angélique des bois et la lysimaque commune.

### Berges des rivières et ruisseaux
Les berges des cours d'eau, mais aussi les bords des étangs, des mares naturelles et des fossés humides ont des sols riches et sont recouverts d'une forte végétation lorsque suffisamment de lumière les atteignent.
On peut y trouver l'aconit napel, l'iris des marais, la baldingère faux-roseau, la renoncule à feuilles d'aconit ou encore des colonies de reines-des-prés,

## Agriculture

### Adventices des cultures

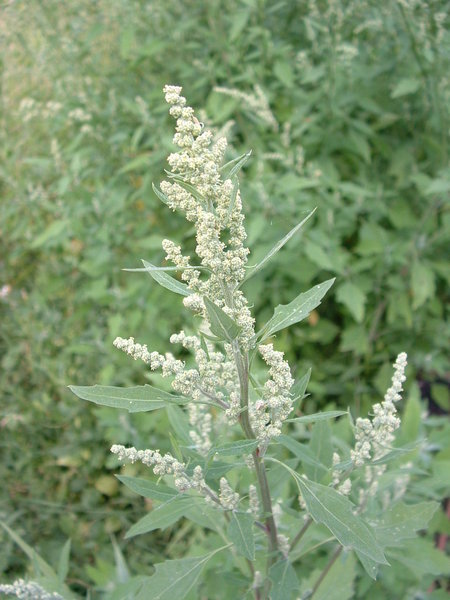
Chénopode blanc

Certaines plantes herbacées ou ligneuses s'installent dans les cultures humaines sans qu'elles aient été désirées : ce sont des adventices.
En Morvan, elles sont généralement annuelles mais peuvent également être vivaces.
Dans les cultures céréalières, on trouve généralement la pensée sauvage, la petite oseille ou encore la spergule des champs.
Dans les cultures sarclées, on trouve plutôt le chénopode blanc, la renouée liseron ou la renouée persicaire.

### Source
- Patrimoine du Morvan : site officiel créé par le Parc naturel régional du Morvan